# Coribe
Coribe là một đô thị thuộc bang Bahia, Brasil. Đô thị này có diện tích 2678,441 km², dân số năm 2007 là 14370 người, mật độ 5,37 người/km².